# Sanrio
Sanrio Co., Ltd. (株式会社サンリオ, Kabushikigaisha Sanrio) is een Japans bedrijf dat kawaii popcultuur figuren ontwerpt en produceert. Het bedrijf werd opgericht door Shintaro Tsuji en maakt onder meer briefpapier, schoolspullen, cadeaus en accessoires. Deze worden wereldwijd verkocht. Sanrio's meest bekende figuur is Hello Kitty, een klein antropomorf kattenmeisje en een van de meest succesvolle merken wereldwijd.
Naast de verkoop van goederen gebaseerd op hun personages, publiceert Sanrio ook films en tekenfilms. In Japan bezitten ze de rechten voor Peanuts en Mr. Men. Hun animatronics afdeling heet Kokoro Company, Ltd. Ze is vooral bekend voor hun Actroid androïde. Sanrio neemt ook deel aan de fastfood-industrie en runt een deel van KFC in Saitama.